# Lon Bender
Lon Bender é um sonoplasta estadunidense. Venceu o Oscar de melhor edição de som na edição de 1996 por Braveheart, ao lado de Per Hallberg.